# Паровозик Микки
«Паровозик Микки» (англ. Mickey's Choo-Choo) — короткометражный анимационный фильм о Микки Маусе 1929 года, выпущенный Celebrity Pictures. Это одиннадцатый короткометражный мультфильм о Микки Маусе, восьмой в том же году. Один из первых мультфильмов о Микки Маусе, приведших к популярности этого героя. Первоначально чёрно-белый, раскрашен Walt Disney Company в 1991 году.

## Сюжет
Распевая весёлую песенку Микки управляет паровозом. Паровоз прибывает на станцию и цепляет товарный вагон. В качестве машиниста Микки занимается ремонтом своего необычного транспорта, смазывает все его детали и заправляет углём. После этого, достав банку со спагетти решает подкрепиться сам. Вскоре появляется бродячая музыкантка Минни со скрипкой. Микки интересуется может ли она что-нибудь исполнить и Минни запрыгивая на вагон начинает играть на скрипке мелодию юморески Дворжака. Подхватывая мелодию Микки весело отбивает чечётку и извлекает звуки с помощью попавшихся под руку животных. Посмотрев на свои часы Микки понимает, что они опаздывают и кричит: «Все на борт!». Паровоз весело свистит и медленно трогается со станции и бодро мчится по красивой сельской местности. Сидя на крыше вагона Минни играет на скрипке, а Микки поёт. Преодолев туннель паровоз подъезжает к высокому холму и начинает с трудом взбираться на него, но несмотря на все усилия не может преодолеть его вершину. Микки пытаясь помочь паровозу сильно подталкивает вагон, тот отцепляется и быстро скатывается с холма в обратную сторону. Микки бросается за вагоном спасать Минни. По пути вагон сносит фермерскую повозку и преследует корову. Напуганная корова врезается в дерево, вагон в неё и разлетается на составные части. Целыми остаются колесная тележка вагона и одна из досок, образуя некое подобие дрезины, на ней Минни и Микки и уезжают, продолжая своё забавное путешествие.

## Производство
Это первый мультфильм, в котором Микки произносит больше пары слов, «на этот раз голосом, похожим на голос Уолта».
Саундтрек включает в себя пение Микки: «Я работал на железной дороге». Поездка Минни в поезде происходит под мелодию «Дикси».
Заключительная сцена, где Микки и Минни, управляют тележкой, послужила вдохновением для создания известной игрушечной версии, произведенной Lionel Corporation.

## Критика
Гийс Гроб из «Mickey’s Movies: The Theatrical Films of Mickey Mouse» пишет: «Финал „Паровоза Микки“ удивительно быстр и полон действий. Более того, это первый мультфильм Диснея, в котором представлены настоящие диалоги. В нём почти нет сюжета, а замыслы Микки и Минни непоследовательны, от замысловатых до совершенно плохих».
В журнале «Новости кино» (12 октября 1929 г.) говорилось: «Этот мультфильм о Микки Маусе Уолта Диснея — смех от начала до конца. В дополнение к звуковым эффектам в нём есть музыка, диалоги и напряжение, в сцене с поездом. Эта маленькая комедия стала хитом конкурса Strand, Нью-Йорк, превзойдя все остальные».

## Роли озвучивали
- Микки Маус, Минни Маус: Уолт Дисней

## Факты
- Этот мультфильм считается первым появлением коровы Кларабель Кау (англ. Clarabelle Cow).

## Награды
Микки Маус получил звезду на аллее славы в Голливуде.